# Daniel (piłkarz plażowy)
Daniel, właśc. Daniel Nogueira Lima (ur. 3 grudnia 1982 w Rio de Janeiro w Brazylii) – brazylijski piłkarz plażowy, z reprezentacją zdobył kilka tytułów mistrza świata w tej dyscyplinie.